# Priesterkönig

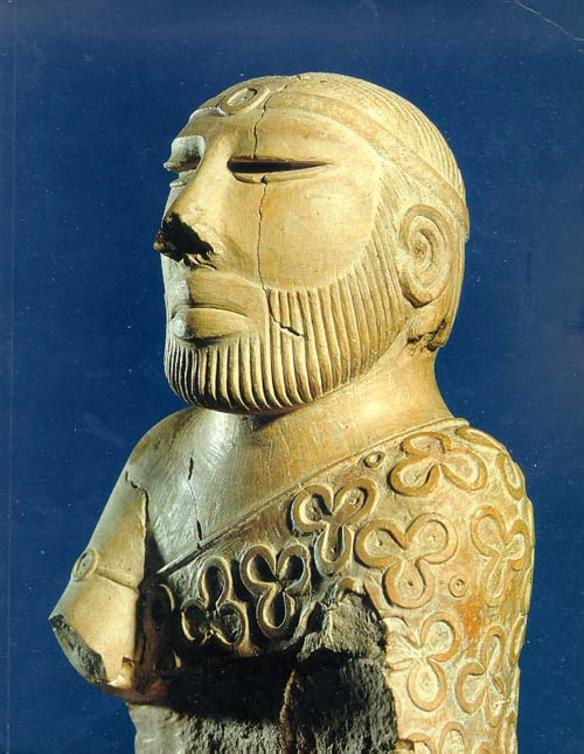
Priesterkönig der Mohenjo-Daro (Indus-Kultur)

Als Priesterkönig wird in frühen Hochkulturen ein Herrscher bezeichnet, der als König zugleich die Funktion eines Priesters hatte. In Babylon, im antiken Griechenland, Rom und Germanien waren Könige „mit dem Gottesdienst vertraut“.
Die biblische Gestalt des mythischen Melchisedek, die nach der im Mittelalter verbreiteten typologischen Exegese als Präfiguration Christi galt und daher in der christlichen Kunst öfters dargestellt wurde, wird als Priesterkönig bezeichnet. Im westlichen Kulturkreis ist der mythische Priesterkönig Johannes bekannt. Bei mesoamerikanischen Kulturen wie den Tolteken, den Maya u. a. sowie in der späteren Mississippi-Kultur sind Priesterkönige überliefert, ebenso wie in der Indus-Kultur. In jüngster Zeit hatten die Batak mit Si Singamangaraja XII. den letzten Priesterkönig.